# Bren Foster
Bren Foster (Londra, 2 novembre 1976) è un artista marziale e attore australiano.

## Biografia
Foster ha cominciato a praticare sin dall'età di 6 anni Taekwondo e all'età di soli 15 anni riesce a vincere i campionati nazionali australiani. All'età di 19 anni riesce a partecipare ai campionati Intercontinentali di Taekwondo di cui diventa campione. All'età di 23 anni decide di cimentarsi anche nella Kickboxing.
Foster ha vinto più di 150 medaglie primo posto e ha combattuto in oltre 200 incontri che vanno dal Taekwondo, alla Kickboxing e al Full Contact. Ha praticato per un anno in Thailandia anche la Muay thai e in Corea del Sud per 4 anni Hapkido e Haidong Gumdo. Ha partecipato in diversi programmi televisivi di arti marziali, e a diverse competizioni di confronto tra le arti marziali. Bren Foster è cintura nera di diverse arti marziali: Taekwondo, Hapkido, Hwa Rang Do, Haidong Gumdo e Jiu jitsu brasiliano.
Attualmente lavora nel mondo del cinema come stuntman in film d'azione. Inoltre dirige a New York una grossa palestra di Taekwondo, Kickboxing e fitness. Ha dato il volto al protagonista del videogioco del 2015 Mad Max.

## Filmografia

### Attore

#### Cinema
- Bad to the Bone, regia di Paulette Victor-Lifton (2011)
- War Flowers, regia di Serge Rodnunsky (2012)
- Maximum Conviction, regia di Kenoi Waxman (2012)
- Force of Execution, regia di Steven Seagal (2013)
- Infini, regia di Shane Abbess (2015)
- Terminus, regia di Marc Furmie (2015)
- Osiride - Il 9º pianeta (Science Fiction Volume One: The Osiris Child), regia di Shane Abbess (2016)
- Alpha Code, regia di Keoni Waxman (2020)
- Blu profondo 3 (Deep Blue Sea 3), regia di John Pogue - direct-to-video (2020)

#### Televisione
- Femme Fatales - Sesso e crimini (Femme Fatales) - serie TV, episodio 1x03 (2011)
- Il tempo della nostra vita (Days of Our Lives) - soap opera, 68 episodi (2011-2012)
- Melissa & Joey - serie TV, episodi 1x30-2x02 (2011-2012)
- The Last Ship - serie TV, 41 episodi (2015-2018)
- Home and Away - serie TV, 23 episodi (2005-2021)

#### Videogiochi
- Mad Max, regia di Frank Rooke e Neil Huxley (2015)

### Controfigura
- Bad to the Bone, regia di Paulette Victor-Lifton (2011)

### Doppiatore
- Mad Max, regia di Frank Rooke e Neil Huxley - videogioco (2015)

## Doppiatori italiani
Nelle versioni in italiano delle opere in cui ha recitato, Bren Foster è stato doppiato da:
- Patrizio Cigliano in Femme Fatales - Sesso e crimini
- Massimo Triggiani in Force of Execution
- Guido Di Naccio in Maximum Conviction
- Fabrizio Dolce in The Last Ship